# Турмаєво
Турма́єво (рос. Турмаево, башк. Тормай) — село у складі Стерлібашевського району Башкортостану, Росія. Входить до складу Янгурчинської сільської ради.
Населення — 378 осіб (2010; 434 в 2002).
Національний склад:
- татари — 82%